# The Jerusalem Post
The Jerusalem Post er en israelsk avis, som bliver udgivet dagligt på engelsk i broadsheet. Avisen blev grundlagt 1. december 1932 af Gershon Agron som The Palestine Post. Mens de daglige opslag (titusindvis) ikke nærmer sig de største hebraiske aviser, har The Jerusalem Post en meget større rækkevidde, da indholdet i vidt omfang har en international vinkel.

## Eksterne links
- The Jerusalem Post – Hjemmesideudgave (engelsk)
- The Palestine Post Arkiveret 14. januar 2007 hos  Wayback Machine – komplet søgbart indhold 1932–1950

| Anime eller manga | Spire Denne artikel om medie og kommunikation er en spire som bør udbygges. Du er velkommen til at hjælpe Wikipedia ved at udvide den. |